# Don't Play That Song Again
Chansons représentant le Royaume-Uni au Concours Eurovision de la chanson
Say It Again
(1999) No Dream Impossible
(2001)
Don't Play That Song Again est la chanson de la chanteuse britannique Nicki French qui représente le Royaume-Uni au Concours Eurovision de la chanson 2000 à Stockholm, en Suède.

## Eurovision 2000
La chanson est présentée en 2000 à la suite d'une sélection interne.
Elle participe directement à la finale du Concours Eurovision de la chanson 2000, le 13 mai 2000, le Royaume-Uni faisant partie du "Big 5".